# Florian Philippot
Florian Philippot (n. 24 octombrie 1981, Croix, Nord-Pas-de-Calais, Franța) este un politician francez. El a ocupat funcția de vicepreședinte al Frontului Național din 2012 până în 2017, înainte de a părăsi partidul pentru a fonda Les Patriotes în septembrie 2017, care nu a reușit să câștige nicio reprezentare la alegerile ulterioare.
El a încercat să candideze pentru alegerile prezidențiale din Franța din 2022, dar nu a reușit după ce a obținut doar 1 aprobare din cele 500 de aprobări valabile necesare pentru a fi pe buletinul de vot.
Este absolvent al HEC Paris și ENA.